# František Lněnička

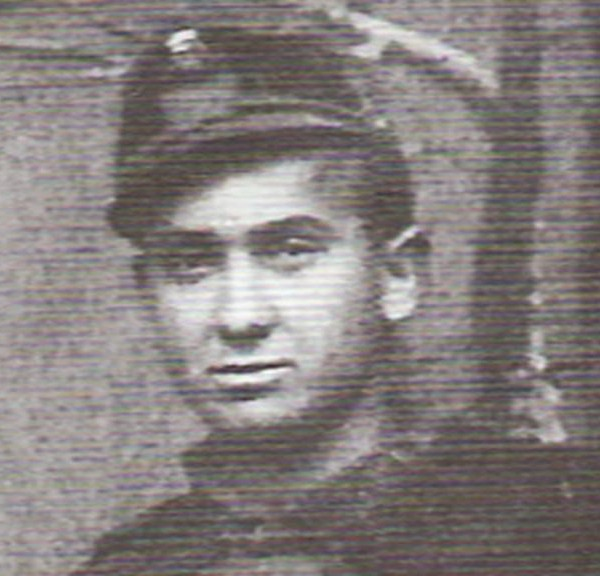
František Lněnička po první světové válce

František Lněnička, křtěný František Josef (21. listopadu 1898 Braník – 14. dubna 1964 Brno), byl český námořník zařazený v rakousko-uherském válečném námořnictvu jako topédista, československý dobrovolník.

## Život
František Lněnička se narodil v Braníku v rodině zedníka Františka Lněničky. V letech 1913–1917 se učil jemným mechanikem ve Fyzikálním ústavu c. k. České univerzity v Praze a poté nastoupil do Českomoravských elektrotechnických závodů Františka Křižíka. V průběhu roku 1917 obdržel povolávací rozkaz k nástupu k vojenské službě.

### První světová válka
V roce 1917, během první světové války ho odvodní komise jako zručného mechanika zařadila k rakouskému válečnému námořnictvu, kde byl záhy odvelen do Puly. Tam absolvoval základní výcvik a poté šestiměsíční odborný kurz torpédistů na školní lodi SMS. Alpha a v dílnách Arzenalu. Zde pracoval na mechanismech torpéd. Nekončící válka přinášela víc problémů. V lednu 1918 došlo k mohutným stávkám v tertských lodenicích, pulském Arzenalu i na některých válečných lodích. Na začátku února (1.2.1918) vypukla vzpoura námořníků v boce Kotorské. Po dvou dnech ukončena, několik vojínů bylo odsouzeno k trestu smrti, několik stovek jich skončilo ve vězení v námořních pevnostech na Jadranu a posádky vzbouřených lodí byly odloučeny a přerozděleny do různých částí rakousko-uherského námořnictva. František Lněnička byl v květnu 1918 zařazen k první divizi bitevních lodí válečného loďstva. Jako námořník torpédové služby postupně sloužil na admirálské bitevní lodi SMS Viribus Unitis a na bitevní lodi SMS Tegetthoff. Později byl přeřazen na chráněný křižník SMS Szigetvár, kde se dočkal konce první světové války.

### Po vzniku Československa
Po skončení první světové války se zapojil do obrany československého státu. S dobrovolnými námořníky, kteří se vrátili do nově vzniklé republik, se účastnil bojů na Slovensku proti Maďarské republice rad. Byl zařazen k 2. polní námořní setnině u strojních pušek pancéřových vlaků číslo 2a a 5. Na počátku prosince 1918 během bojů o železniční stanici Hlohovec ukořistil pod silnou palbou nepřátelskou vlajku. Za tento statečný čin, kromě dalších byl vyznamenán Československým válečným křížem s pochvalou a Křížem V těžkých dobách 1918–1919. Po návratu do civilu pracoval v letech 1920–1924 u akciové společnosti PEV v Michli a v továrně na elektrická počitadla ve Vysočanech, následně se roku 1924 odstěhoval do Brna. Zde se zúčastnil konkurzního řízení na místo mechanika pro brněnský fyziologický ústav Vysoké školy zvěrolékařské. Když místo získal, tak pracoval v mechanické dílně ústavu až do uzavření vysokých škol v roce 1939.
Za okupace byl zapojen v odbojové skupině Miliční sbor 8 v Králově Poli a patřil také mezi ty, kteří na výzvu Českého rozhlasu přišli 5. května 1945 na pomoc Praze. Během Pražské povstání bojoval na Žižkově, za což mu byl udělen Pamětní odznak obránců barikád 1945 (Barikádník města Žižkova). Zasloužil se též o záchranu velké části inventáře brněnské Vysoké školy zvěrolékařské, za okupace odvezeného na německou univerzitu do Prahy. V roce 1947 zhotovil pro tuto vysokou školu významnou insignii, žezlo, které je používáno dodnes.

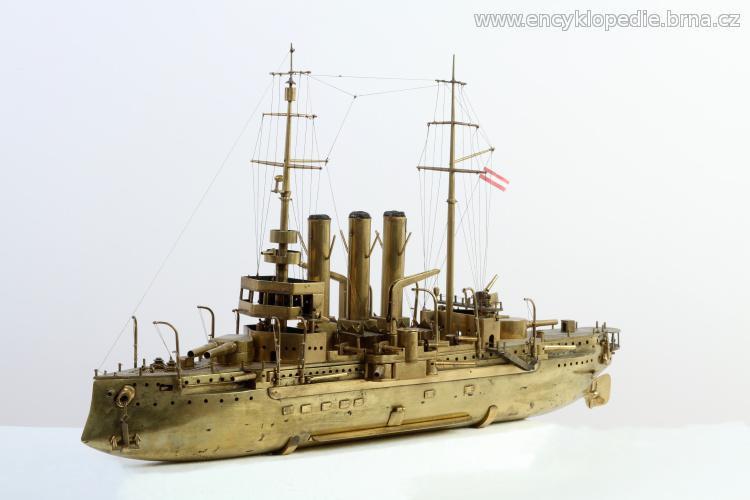
Model legendárního křižníku Sankt Georg je dnes umístěný v Armádním muzeu v Praze na Žižkově. Za souhlas s uveřejněním snímku v naší encyklopedii děkujeme Vojenskému historickému ústavu v Praze.

Nejznámější prací Františka Lněničky je mosazný model rakousko-uherského pancéřového křižníku S.M.S. Sankt Georg o rozměrech 620 x 140 x 360 mm, umístěný v expozici 1. světové války Armádního muzea v Praze na Žižkově. Model, legendární symbol vzpoury námořníků v boce Kotorské, vytvořil v roce 1938. Později jej věnoval Československé obci bývalých námořníků a účastníků národního odboje na Jadranu, jejímž byl členem. Ta však za okupace zanikla. V roce 1948, v rámci 30. výročí vzpoury v Boce, byl proto model věnován Vojenskému historickému ústavu v Praze.
Pro Vysokou školu veterinární v Brně pracoval téměř čtyřicet let, v dubnu 1963 odešel do penze a rok na to v Brně zemřel. Pohřben je na hřbitově v Králově Poli.

## Vyznamenání
- Československá medaile Vítězství, dekret č. 21 144, 2. 7. 1937
- Pamětní odznak Čs. dobrovolce z let 1918–1919, dekret č. 1426, 20. 11. 1938
- Československý válečný kříž 1914–1918, s pochvalou , dekret č. 32 844, 30. 1. 1939
- Pamětní odznak obránců barikád 1945[6] (Barikádník města Žižkova, čestný dekret č. 9096, 9. 5. 1945
- Pamětní odznak Národní revoluční armády, (příslušníka odbojové skupiny Miliční sbor 8), číslo matriky 0439/VI, 28.10. 1945
- Záslužný odznak 1945 Čsl. obce dobrovolců 1918–1919, dekret č. 1043, 5. 5. 1946
- Bronzový Diplomový odznak krále Karla IV., dekret č. 7015, 6. 5. 1947
- Stříbrný Diplomový odznak krále Karla IV., číslo matriky 695/S-49, duben 1949
- Pamětní medaile národního odboje na Jadranu, dekret č. 170, 7. 5. 1949